# Piolet d’Or
Der Piolet d’Or (französisch für Goldener Eispickel) ist die wohl bedeutendste Auszeichnung für außergewöhnliche Leistungen im extremen Bergsport. Er wird seit 1991 jährlich von der französischen Zeitschrift Montagne Magazine in Zusammenarbeit mit dem französischen Extremalpinistenverband Groupe de Haute Montagne (GHM) vergeben.
Seit 2009 wird auch ein Ehrenpreis für das Lebenswerk herausragender Alpinisten vergeben. Dieser Preis trägt seit 2012 nach dem ersten Preisträger Walter Bonatti die Bezeichnung Piolet d’Or Lifetime Achievement, Walter Bonatti Award.
Die Jury setzt sich jährlich wechselnd aus prominenten Bergsteigern und Alpin-Journalisten zusammen.
Bis 1998 war auch Jean-Claude Marmier, Präsident des GHM, als die Auszeichnung eingeführt wurde, fester Bestandteil jeder Jury.
Nachdem im Zuge der Preisverleihung 2007 Kritik am Vergabemodus und der grundsätzlichen Idee, alpinistische Leistungen mit Preisen zu werten, laut geworden war, wurde die Preisvergabe 2008 ausgesetzt. Auch 2013 gab es Kritik, nachdem die Jury, bestehend aus Stephen Venables, Gerlinde Kaltenbrunner, Katsutaka Yokoyama und Silvo Karo alle 17 nominierten Bergsteiger auszeichneten, die 2012 in sechs erfolgreichen Seilschaften unterwegs waren.
Im Jahr 2023 erhielt mit Paul Ramsden ein Amateurbergsteiger als Erster seinen fünften Piolet d’Or für die Besteigung des Jugal Spire (Dorje Lhakpa II). Ramsden ist vollberuflich tätig und verfügt über keine Social-Media-Präsenz. Die Financial Times schrieb «Ramsden is practically allergic to self-promotion». Ramsden beschränke das Risiko auf das absolute Minimum und sei schon auf mancher Route umgekehrt. Der Preis beeinflusse sein Leben kaum, er unterstütze aber den Piolet d’Or „als ein Instrument, um Ethik und Stil im Bergsteigen zu fördern“.

## Liste der Preisträger
- Nr.: Anzahl der Preisverleihungen
- Jahr: Jahr der Preisverleihung

Durch Anklicken des Symbols im Spaltenkopf sind die jeweiligen Spalten sortierbar.
| Nr. | Jahr | Preisträger                                                                              | Berg                                                                                     | Höhe (m)                                                                                 | Gebirge                                                                                  | Leistung |
| --- | ---- | ---------------------------------------------------------------------------------------- | ---------------------------------------------------------------------------------------- | ---------------------------------------------------------------------------------------- | ---------------------------------------------------------------------------------------- | --- |
| 32  | 2024 | Kazuya Hiraide (4)                                                                       | Tirich Mir                                                                               | 7.708                                                                                    | Hindukusch                                                                               | Erstbegehung der Route The Secret Line an der Nordflanke; postum verliehen, nachdem beide Bergsteiger im Juli 2024 am K2 tödlich verunglückt waren                                            |
| 32  | 2024 | Kenro Nakajima (3)                                                                       | Tirich Mir                                                                               | 7.708                                                                                    | Hindukusch                                                                               | Erstbegehung der Route The Secret Line an der Nordflanke; postum verliehen, nachdem beide Bergsteiger im Juli 2024 am K2 tödlich verunglückt waren                                            |
| 32  | 2024 | Matt Cornell                                                                             | Jannu                                                                                    | 7.711                                                                                    | Himalaya                                                                                 | Erstbegehung der Route Round Trip Ticket an der Nord-/Nordwestseite |
| 32  | 2024 | Jackson Marvell                                                                          | Jannu                                                                                    | 7.711                                                                                    | Himalaya                                                                                 | Erstbegehung der Route Round Trip Ticket an der Nord-/Nordwestseite |
| 32  | 2024 | Alan Rousseau (2)                                                                        | Jannu                                                                                    | 7.711                                                                                    | Himalaya                                                                                 | Erstbegehung der Route Round Trip Ticket an der Nord-/Nordwestseite |
| 32  | 2024 | Hugo Béguin                                                                              | Flat Top                                                                                 | 6.100                                                                                    | Himalaya                                                                                 | Besteigung des Gipfels im Kishtwar-Himalaya über die Route Tomorrow Is Another Day auf der Nordseite und Abstieg über die noch unbestiegene Westseite                                         |
| 32  | 2024 | Matthias Gribi                                                                           | Flat Top                                                                                 | 6.100                                                                                    | Himalaya                                                                                 | Besteigung des Gipfels im Kishtwar-Himalaya über die Route Tomorrow Is Another Day auf der Nordseite und Abstieg über die noch unbestiegene Westseite                                         |
| 32  | 2024 | Nathan Monard                                                                            | Flat Top                                                                                 | 6.100                                                                                    | Himalaya                                                                                 | Besteigung des Gipfels im Kishtwar-Himalaya über die Route Tomorrow Is Another Day auf der Nordseite und Abstieg über die noch unbestiegene Westseite                                         |
| 31  | 2023 | Alik Berg                                                                                | Jirishanca                                                                               | 6.094                                                                                    | Anden                                                                                    | Erstbegehung des Südsüdostaufstiegs |
| 31  | 2023 | Quentin Roberts                                                                          | Jirishanca                                                                               | 6.094                                                                                    | Anden                                                                                    | Erstbegehung des Südsüdostaufstiegs |
| 31  | 2023 | Tim Miller                                                                               | Jugal Spire                                                                              | 6.563                                                                                    | Himalaya                                                                                 | Erstbesteigung und Überschreitung des Gipfels im Jugal Himal über die 1300 Meter hohe Nordwand                                                                                                |
| 31  | 2023 | Paul Ramsden (5)                                                                         | Jugal Spire                                                                              | 6.563                                                                                    | Himalaya                                                                                 | Erstbesteigung und Überschreitung des Gipfels im Jugal Himal über die 1300 Meter hohe Nordwand                                                                                                |
| 31  | 2023 | Christophe Ogier                                                                         | Pumari Chhish                                                                            | 6.850                                                                                    | Karakorum                                                                                | Erstbesteigung des Ostgipfels über die Südwand |
| 31  | 2023 | Victor Saucede                                                                           | Pumari Chhish                                                                            | 6.850                                                                                    | Karakorum                                                                                | Erstbesteigung des Ostgipfels über die Südwand |
| 31  | 2023 | Jerome Sullivan (2)                                                                      | Pumari Chhish                                                                            | 6.850                                                                                    | Karakorum                                                                                | Erstbesteigung des Ostgipfels über die Südwand |
| 30  | 2022 | Archil Badriashvili                                                                      | Saraghrar I                                                                              | 7.300                                                                                    | Hindukusch                                                                               | Erstbesteigung Nordwestgipfel |
| 30  | 2022 | Baqar Gelashvili                                                                         | Saraghrar I                                                                              | 7.300                                                                                    | Hindukusch                                                                               | Erstbesteigung Nordwestgipfel |
| 30  | 2022 | Giorgi Tepnadze                                                                          | Saraghrar I                                                                              | 7.300                                                                                    | Hindukusch                                                                               | Erstbesteigung Nordwestgipfel |
| 30  | 2022 | Sean Villanueva (2)                                                                      | Fitz Roy                                                                                 | 3.405                                                                                    | Anden                                                                                    | Moonwalk Traverse, erste Traversierung des Fitz-Roy-Massivs von Süd nach Nord |
| 29  | 2021 | Ethan Berman                                                                             | Mount Robson                                                                             | 3.954                                                                                    | Rocky Mountains                                                                          | |
| 29  | 2021 | Uisdean Hawthorn                                                                         | Mount Robson                                                                             | 3.954                                                                                    | Rocky Mountains                                                                          | |
| 29  | 2021 | Pierrick Fine                                                                            | Sani Pakush                                                                              | 6.952                                                                                    | Karakorum                                                                                | Erstbesteigung Südwand |
| 29  | 2021 | Symon Welfringer                                                                         | Sani Pakush                                                                              | 6.952                                                                                    | Karakorum                                                                                | Erstbesteigung Südwand |
| 28  | 2020 | Zdeněk Hák (2)                                                                           | Chamlang                                                                                 | 7.319                                                                                    | Himalaya                                                                                 | Nordwestseite über „UFO Line“ |
| 28  | 2020 | Marek Holeček (2)                                                                        | Chamlang                                                                                 | 7.319                                                                                    | Himalaya                                                                                 | Nordwestseite über „UFO Line“ |
| 28  | 2020 | Alan Rousseau                                                                            | Tengi Ragi Tau                                                                           | 6.943                                                                                    | Himalaya                                                                                 | Westseite |
| 28  | 2020 | Tino Villanueva                                                                          | Tengi Ragi Tau                                                                           | 6.943                                                                                    | Himalaya                                                                                 | Westseite |
| 28  | 2020 | Mark Richey (2)                                                                          | Link Sar                                                                                 | 7.041                                                                                    | Karakorum                                                                                | Erstbesteigung über Südostseite |
| 28  | 2020 | Steve Swenson (2)                                                                        | Link Sar                                                                                 | 7.041                                                                                    | Karakorum                                                                                | Erstbesteigung über Südostseite |
| 28  | 2020 | Chris Wright                                                                             | Link Sar                                                                                 | 7.041                                                                                    | Karakorum                                                                                | Erstbesteigung über Südostseite |
| 28  | 2020 | Graham Zimmerman                                                                         | Link Sar                                                                                 | 7.041                                                                                    | Karakorum                                                                                | Erstbesteigung über Südostseite |
| 28  | 2020 | Kazuya Hiraide (3)                                                                       | Rakaposhi                                                                                | 7.788                                                                                    | Karakorum                                                                                | Südseite und Südostgrat |
| 28  | 2020 | Kenro Nakajima (2)                                                                       | Rakaposhi                                                                                | 7.788                                                                                    | Karakorum                                                                                | Südseite und Südostgrat |
| 27  | 2019 | David Lama                                                                               | Lunag Ri                                                                                 | 6.895                                                                                    | Himalaya                                                                                 | Erster Durchstieg des Westgrat (1500 m, 90°) des Lunag Ri, Solo |
| 27  | 2019 | Hansjörg Auer                                                                            | Lupghar Sar West                                                                         | 7.157                                                                                    | Karakorum                                                                                | Erster Durchstieg der Westwand (1000 m, M4 55°) des Lupghar Sar West, Solo |
| 27  | 2019 | Aleš Česen (2)                                                                           | Latok I                                                                                  | 7.145                                                                                    | Karakorum                                                                                | Begehung des Nordgrat und der Südwand des Latok I (2500 m, ED+) |
| 27  | 2019 | Luka Stražar (2)                                                                         | Latok I                                                                                  | 7.145                                                                                    | Karakorum                                                                                | Begehung des Nordgrat und der Südwand des Latok I (2500 m, ED+) |
| 27  | 2019 | Tom Livingstone                                                                          | Latok I                                                                                  | 7.145                                                                                    | Karakorum                                                                                | Begehung des Nordgrat und der Südwand des Latok I (2500 m, ED+) |
| 26  | 2018 | Zdeněk Hák                                                                               | Hidden Peak                                                                              | 8.068                                                                                    | Karakorum                                                                                | Eröffnung der Route Satisfaction (2600 m, ED+ WI5+ M7) am Hidden Peak, „die erstmals durch die komplette Südwestwand“ führt.                                                                  |
| 26  | 2018 | Marek Holeček                                                                            | Hidden Peak                                                                              | 8.068                                                                                    | Karakorum                                                                                | Eröffnung der Route Satisfaction (2600 m, ED+ WI5+ M7) am Hidden Peak, „die erstmals durch die komplette Südwestwand“ führt.                                                                  |
| 26  | 2018 | Kenro Nakajima                                                                           | Shispare                                                                                 | 7.611                                                                                    | Karakorum                                                                                | Erstbegehung der Nordost-Flanke des Shispare (2700 m, WI5 M6) |
| 26  | 2018 | Kazuya Hiraide (2)                                                                       | Shispare                                                                                 | 7.611                                                                                    | Karakorum                                                                                | Erstbegehung der Nordost-Flanke des Shispare (2700 m, WI5 M6) |
| 26  | 2018 | Frédéric Degoulet                                                                        | Nuptse II                                                                                | 7.742                                                                                    | Himalaya                                                                                 | Durchstieg der Südwand des Nuptse II (2200 m, WI6 M5+) |
| 26  | 2018 | Benjamin Guiguonnet                                                                      | Nuptse II                                                                                | 7.742                                                                                    | Himalaya                                                                                 | Durchstieg der Südwand des Nuptse II (2200 m, WI6 M5+) |
| 26  | 2018 | Hélias Millerioux                                                                        | Nuptse II                                                                                | 7.742                                                                                    | Himalaya                                                                                 | Durchstieg der Südwand des Nuptse II (2200 m, WI6 M5+) |
| 25  | 2017 | Nick Bullock                                                                             | Nyainqêntanglha                                                                          | 7.046                                                                                    | Transhimalaya                                                                            | Erstbegehung des Nordpfeilers (1600 m ED+) des Nyainqêntanglha Südost (7046 m). |
| 25  | 2017 | Paul Ramsden (4)                                                                         | Nyainqêntanglha                                                                          | 7.046                                                                                    | Transhimalaya                                                                            | Erstbegehung des Nordpfeilers (1600 m ED+) des Nyainqêntanglha Südost (7046 m). |
| 25  | 2017 | Dmitry Golovchenko (2)                                                                   | Thalay Sagar                                                                             | 6.904                                                                                    | Himalaya                                                                                 | Eröffnung der Route „Moveable Feast“ (1200 m, ED 2, M7, WI 5, VI, A3) in der Nordwand des Thalay Sagar (6904 m).                                                                              |
| 25  | 2017 | Dmitry Grigoriev                                                                         | Thalay Sagar                                                                             | 6.904                                                                                    | Himalaya                                                                                 | Eröffnung der Route „Moveable Feast“ (1200 m, ED 2, M7, WI 5, VI, A3) in der Nordwand des Thalay Sagar (6904 m).                                                                              |
| 25  | 2017 | Sergey Nilov (2)                                                                         | Thalay Sagar                                                                             | 6.904                                                                                    | Himalaya                                                                                 | Eröffnung der Route „Moveable Feast“ (1200 m, ED 2, M7, WI 5, VI, A3) in der Nordwand des Thalay Sagar (6904 m).                                                                              |
| 24  | 2016 | Mykyta Balabanow                                                                         | Talung                                                                                   | 7.348                                                                                    |                                                                                          | Erstbegehung des Nord-Nordwest-Pfeilers des Talung (7348 m) in Nepal über die eröffnete Route Daddy Magnum Force (1700 m, ED+ mit maximal M6 A3).                                             |
| 24  | 2016 | Mychailo Fomin                                                                           | Talung                                                                                   | 7.348                                                                                    |                                                                                          | Erstbegehung des Nord-Nordwest-Pfeilers des Talung (7348 m) in Nepal über die eröffnete Route Daddy Magnum Force (1700 m, ED+ mit maximal M6 A3).                                             |
| 24  | 2016 | Paul Ramsden (3)                                                                         | Gave Ding                                                                                | 6.571                                                                                    |                                                                                          | Erstbesteigung des Gave Ding (6571 m) in Nepal über die Nordwand (1600 m, ED+). |
| 24  | 2016 | Mick Fowle (3)                                                                           | Gave Ding                                                                                | 6.571                                                                                    |                                                                                          | Erstbesteigung des Gave Ding (6571 m) in Nepal über die Nordwand (1600 m, ED+). |
| 24  | 2016 | Lise Billon                                                                              | Cerro Riso Patron                                                                        | 2.550                                                                                    |                                                                                          | Erstbegehung des Nordost-Pfeilers des Cerro Riso Patron (2550 m) in Chile über die eröffnete Route Hasta las Webas (1000 m, ED- mit maximal AI5+ M5 90° X).                                   |
| 24  | 2016 | Antoine Moineville                                                                       | Cerro Riso Patron                                                                        | 2.550                                                                                    |                                                                                          | Erstbegehung des Nordost-Pfeilers des Cerro Riso Patron (2550 m) in Chile über die eröffnete Route Hasta las Webas (1000 m, ED- mit maximal AI5+ M5 90° X).                                   |
| 24  | 2016 | Diego Simari                                                                             | Cerro Riso Patron                                                                        | 2.550                                                                                    |                                                                                          | Erstbegehung des Nordost-Pfeilers des Cerro Riso Patron (2550 m) in Chile über die eröffnete Route Hasta las Webas (1000 m, ED- mit maximal AI5+ M5 90° X).                                   |
| 24  | 2016 | Jerome Sullivan                                                                          | Cerro Riso Patron                                                                        | 2.550                                                                                    |                                                                                          | Erstbegehung des Nordost-Pfeilers des Cerro Riso Patron (2550 m) in Chile über die eröffnete Route Hasta las Webas (1000 m, ED- mit maximal AI5+ M5 90° X).                                   |
| 24  | 2016 | Marko Prezelj (4)                                                                        | Cerro Kishtwar                                                                           | 6.173                                                                                    |                                                                                          | Erstbegehung der Ostwand des Cerro Kishtwar (6173 m) im indischen Kishtwar-Himalaya über die eröffnete Route Light Before Wisdom (1200 m, ED+ 5.11 WI6 M6 A2).                                |
| 24  | 2016 | Hayden Kennedy                                                                           | Cerro Kishtwar                                                                           | 6.173                                                                                    |                                                                                          | Erstbegehung der Ostwand des Cerro Kishtwar (6173 m) im indischen Kishtwar-Himalaya über die eröffnete Route Light Before Wisdom (1200 m, ED+ 5.11 WI6 M6 A2).                                |
| 24  | 2016 | Manu Pellissier                                                                          | Cerro Kishtwar                                                                           | 6.173                                                                                    |                                                                                          | Erstbegehung der Ostwand des Cerro Kishtwar (6173 m) im indischen Kishtwar-Himalaya über die eröffnete Route Light Before Wisdom (1200 m, ED+ 5.11 WI6 M6 A2).                                |
| 24  | 2016 | Urban Novak                                                                              | Cerro Kishtwar                                                                           | 6.173                                                                                    |                                                                                          | Erstbegehung der Ostwand des Cerro Kishtwar (6173 m) im indischen Kishtwar-Himalaya über die eröffnete Route Light Before Wisdom (1200 m, ED+ 5.11 WI6 M6 A2).                                |
| 23  | 2015 | Tommy Caldwell                                                                           | The Fitz Traverse                                                                        |                                                                                          | Anden                                                                                    | Überschreitung der Gipfel Aguja Guillaumet, Aguja Mermoz, Cerro Fitz Roy, Aguja Poincenot, Aguja Rafael Juárez, Aguja Saint-Exúpery und Aguja de l'S.                                         |
| 23  | 2015 | Alex Honnold                                                                             | The Fitz Traverse                                                                        |                                                                                          | Anden                                                                                    | Überschreitung der Gipfel Aguja Guillaumet, Aguja Mermoz, Cerro Fitz Roy, Aguja Poincenot, Aguja Rafael Juárez, Aguja Saint-Exúpery und Aguja de l'S.                                         |
| 23  | 2015 | Alexander Gukov                                                                          | Thamserku                                                                                | 6.623                                                                                    | Himalaya                                                                                 | Erstbesteigung über die Südwestwand |
| 23  | 2015 | Alexey Lonchinsky                                                                        | Thamserku                                                                                | 6.623                                                                                    | Himalaya                                                                                 | Erstbesteigung über die Südwestwand |
| 23  | 2015 | Aleš Česen                                                                               | Hagshu                                                                                   | 6.657                                                                                    | Himalaya                                                                                 | Erstbesteigung der 1350 Meter hohen Nordwand |
| 23  | 2015 | Luka Lindič                                                                              | Hagshu                                                                                   | 6.657                                                                                    | Himalaya                                                                                 | Erstbesteigung der 1350 Meter hohen Nordwand |
| 23  | 2015 | Marko Prezelj (3)                                                                        | Hagshu                                                                                   | 6.657                                                                                    | Himalaya                                                                                 | Erstbesteigung der 1350 Meter hohen Nordwand |
| 22  | 2014 | Raphael Slawinski                                                                        | K6 Westgipfel                                                                            | 7.040                                                                                    | Karakorum                                                                                | Erstbesteigung des K6 Westgifels über die Nordwestwand |
| 22  | 2014 | Ian Welsted                                                                              | K6 Westgipfel                                                                            | 7.040                                                                                    | Karakorum                                                                                | Erstbesteigung des K6 Westgifels über die Nordwestwand |
| 22  | 2014 | Ueli Steck (2)                                                                           | Annapurna                                                                                | 8.091                                                                                    | Himalaya                                                                                 | Solodurchsteigung der Südwand |
| 21  | 2013 | Tatsuya Aok                                                                              | Kyashar                                                                                  | 6.770                                                                                    | Himalaya                                                                                 | Erstbesteigung des 2200 m hohen Südpfeilers im Alpinstil |
| 21  | 2013 | Yasuhiro Hanatani                                                                        | Kyashar                                                                                  | 6.770                                                                                    | Himalaya                                                                                 | Erstbesteigung des 2200 m hohen Südpfeilers im Alpinstil |
| 21  | 2013 | Hiroyoshi Manome                                                                         | Kyashar                                                                                  | 6.770                                                                                    | Himalaya                                                                                 | Erstbesteigung des 2200 m hohen Südpfeilers im Alpinstil |
| 21  | 2013 | Dmitry Golovchenko                                                                       | Muztagh Tower                                                                            | 7.283                                                                                    | Karakorum                                                                                | Erstbesteigung der Nordost-Kante |
| 21  | 2013 | Alexander Lange                                                                          | Muztagh Tower                                                                            | 7.283                                                                                    | Karakorum                                                                                | Erstbesteigung der Nordost-Kante |
| 21  | 2013 | Sergey Nilov                                                                             | Muztagh Tower                                                                            | 7.283                                                                                    | Karakorum                                                                                | Erstbesteigung der Nordost-Kante |
| 21  | 2013 | Kyle Dempster                                                                            | Ogre                                                                                     | 7.285                                                                                    | Karakorum                                                                                | Neue Route über den Südostgrat, die Südostwand und die Südwand |
| 21  | 2013 | Hayden Kennedy                                                                           | Ogre                                                                                     | 7.285                                                                                    | Karakorum                                                                                | Neue Route über den Südostgrat, die Südostwand und die Südwand |
| 21  | 2013 | Josh Wharton                                                                             | Ogre                                                                                     | 7.285                                                                                    | Karakorum                                                                                | Neue Route über den Südostgrat, die Südostwand und die Südwand |
| 21  | 2013 | Sandy Allan                                                                              | Nanga Parbat                                                                             | 8.125                                                                                    | Himalaya                                                                                 | Erste Begehung des gesamten Mazenograts |
| 21  | 2013 | Rick Allen                                                                               | Nanga Parbat                                                                             | 8.125                                                                                    | Himalaya                                                                                 | Erste Begehung des gesamten Mazenograts |
| 21  | 2013 | Sébastien Bohin                                                                          | Kamet                                                                                    | 7.756                                                                                    | Himalaya                                                                                 | Erstbesteigung der Südwestwand |
| 21  | 2013 | Didier Jourdain                                                                          | Kamet                                                                                    | 7.756                                                                                    | Himalaya                                                                                 | Erstbesteigung der Südwestwand |
| 21  | 2013 | Sébastien Moatti                                                                         | Kamet                                                                                    | 7.756                                                                                    | Himalaya                                                                                 | Erstbesteigung der Südwestwand |
| 21  | 2013 | Sébastien Ratel                                                                          | Kamet                                                                                    | 7.756                                                                                    | Himalaya                                                                                 | Erstbesteigung der Südwestwand |
| 21  | 2013 | Mick Fowler (2)                                                                          | Shiva                                                                                    | 6.142                                                                                    | Himalaya                                                                                 | Erstbegehung des Nordostgrats („Bug Shivas“) |
| 21  | 2013 | Paul Ramsden (2)                                                                         | Shiva                                                                                    | 6.142                                                                                    | Himalaya                                                                                 | Erstbegehung des Nordostgrats („Bug Shivas“) |
| 20  | 2012 | Mark Richey                                                                              | Saser Kangri II                                                                          | 7.513                                                                                    | Karakorum                                                                                | Viertägige Erstbesteigung im Alpinstil (The Old Breed: WI4, M3) |
| 20  | 2012 | Steve Swenson                                                                            | Saser Kangri II                                                                          | 7.513                                                                                    | Karakorum                                                                                | Viertägige Erstbesteigung im Alpinstil (The Old Breed: WI4, M3) |
| 20  | 2012 | Freddie Wilkonson                                                                        | Saser Kangri II                                                                          | 7.513                                                                                    | Karakorum                                                                                | Viertägige Erstbesteigung im Alpinstil (The Old Breed: WI4, M3) |
| 20  | 2012 | Nejc Marcic                                                                              | K7 (Westgipfel)                                                                          | 6.615                                                                                    | Karakorum                                                                                | Neuroute in der Westwand (Dreamers of the Golden Caves: WI5, M5, A2) |
| 20  | 2012 | Luka Stražar                                                                             | K7 (Westgipfel)                                                                          | 6.615                                                                                    | Karakorum                                                                                | Neuroute in der Westwand (Dreamers of the Golden Caves: WI5, M5, A2) |
| 20  | 2012 | Bjørn-Eivind Årtun (†)                                                                   | Torre Egger                                                                              | 2.685                                                                                    | Anden                                                                                    | Sonderpreis für die Neuroute in der Südwand (Venas Azules: WI6, M5) Årtun war im Vorjahr bereits nominiert, starb jedoch wenige Wochen vor der Preisverleihung.                               |
| 20  | 2012 | Ole Lied                                                                                 | Torre Egger                                                                              | 2.685                                                                                    | Anden                                                                                    | Sonderpreis für die Neuroute in der Südwand (Venas Azules: WI6, M5) Årtun war im Vorjahr bereits nominiert, starb jedoch wenige Wochen vor der Preisverleihung.                               |
| 19  | 2011 | Yasushi Okada                                                                            | Mount Logan                                                                              | 5.959                                                                                    | Eliaskette                                                                               | Erstbegehung der Südostwand (I-TO: ED+, WI5, M6) |
| 19  | 2011 | Katsutaka Yokoyama                                                                       | Mount Logan                                                                              | 5.959                                                                                    | Eliaskette                                                                               | Erstbegehung der Südostwand (I-TO: ED+, WI5, M6) |
| 19  | 2011 | Sean Villanueva                                                                          | Tingmiakulugssuit                                                                        |                                                                                          |                                                                                          | Bigwall-Klettern: Neuroute Devils Brew (6c) und acht weitere Neurouten an West- und Südküste Grönlands                                                                                        |
| 19  | 2011 | Nicolas Favresse                                                                         | Tingmiakulugssuit                                                                        |                                                                                          |                                                                                          | Bigwall-Klettern: Neuroute Devils Brew (6c) und acht weitere Neurouten an West- und Südküste Grönlands                                                                                        |
| 19  | 2011 | Olivier Favresse                                                                         | Tingmiakulugssuit                                                                        |                                                                                          |                                                                                          | Bigwall-Klettern: Neuroute Devils Brew (6c) und acht weitere Neurouten an West- und Südküste Grönlands                                                                                        |
| 19  | 2011 | Ben Ditto                                                                                | Tingmiakulugssuit                                                                        |                                                                                          |                                                                                          | Bigwall-Klettern: Neuroute Devils Brew (6c) und acht weitere Neurouten an West- und Südküste Grönlands                                                                                        |
| 18  | 2010 | Denis Urubko                                                                             | Cho Oyu                                                                                  | 8.188                                                                                    | Himalaya                                                                                 | Erstbegehung in der Südostwand im Alpinstil (Kazakh Dedeshko-Urubko: 6b, A2/A3) Urubko wurde mit der Besteigung der 15. Bergsteiger auf allen Achttausendern.                                 |
| 18  | 2010 | Boris Dedeshko                                                                           | Cho Oyu                                                                                  | 8.188                                                                                    | Himalaya                                                                                 | Erstbegehung in der Südostwand im Alpinstil (Kazakh Dedeshko-Urubko: 6b, A2/A3) Urubko wurde mit der Besteigung der 15. Bergsteiger auf allen Achttausendern.                                 |
| 18  | 2010 | Jed Brown                                                                                | Xuelian Feng (Westgrat)                                                                  | 6.422                                                                                    | Tian Shan                                                                                | Durchsteigung der Nordwand des Westgrats (The Great White Jade Heist : WI5, M6, V) |
| 18  | 2010 | Kyle Dempster                                                                            | Xuelian Feng (Westgrat)                                                                  | 6.422                                                                                    | Tian Shan                                                                                | Durchsteigung der Nordwand des Westgrats (The Great White Jade Heist : WI5, M6, V) |
| 18  | 2010 | Bruce Normand                                                                            | Xuelian Feng (Westgrat)                                                                  | 6.422                                                                                    | Tian Shan                                                                                | Durchsteigung der Nordwand des Westgrats (The Great White Jade Heist : WI5, M6, V) |
| 17  | 2009 | Kazuya Hiraide                                                                           | Kamet                                                                                    | 7.756                                                                                    | Himalaya                                                                                 | Erstbegehung der Südostwand im Alpinstil (Samurai directe: M5, WI5+) Taniguchi war damit die erste mit dem Piolet d’Or ausgezeichnete Frau.                                                   |
| 17  | 2009 | Kei Taniguchi                                                                            | Kamet                                                                                    | 7.756                                                                                    | Himalaya                                                                                 | Erstbegehung der Südostwand im Alpinstil (Samurai directe: M5, WI5+) Taniguchi war damit die erste mit dem Piolet d’Or ausgezeichnete Frau.                                                   |
| 17  | 2009 | Fumitaka Ichimura                                                                        | Kalanka                                                                                  | 6.931                                                                                    | Himalaya                                                                                 | Erstbegehung einer Route im Alpinstil in der Nordwand (M5) |
| 17  | 2009 | Yusuke Sato                                                                              | Kalanka                                                                                  | 6.931                                                                                    | Himalaya                                                                                 | Erstbegehung einer Route im Alpinstil in der Nordwand (M5) |
| 17  | 2009 | Kazuki Amano                                                                             | Kalanka                                                                                  | 6.931                                                                                    | Himalaya                                                                                 | Erstbegehung einer Route im Alpinstil in der Nordwand (M5) |
| 17  | 2009 | Ueli Steck                                                                               | Tengkangpoche                                                                            | 6.487                                                                                    | Himalaya                                                                                 | Erstbegehung der Nordwand im Alpinstil (Checkmate: M7, WI5, 6/A0) |
| 17  | 2009 | Simon Anthamatten                                                                        | Tengkangpoche                                                                            | 6.487                                                                                    | Himalaya                                                                                 | Erstbegehung der Nordwand im Alpinstil (Checkmate: M7, WI5, 6/A0) |
|     | 2008 | Nicht vergeben für 2007 erbrachte Leistungen, d. h. 2008 wurde kein Piolet d'Or vergeben | Nicht vergeben für 2007 erbrachte Leistungen, d. h. 2008 wurde kein Piolet d'Or vergeben | Nicht vergeben für 2007 erbrachte Leistungen, d. h. 2008 wurde kein Piolet d'Or vergeben | Nicht vergeben für 2007 erbrachte Leistungen, d. h. 2008 wurde kein Piolet d'Or vergeben | Nicht vergeben für 2007 erbrachte Leistungen, d. h. 2008 wurde kein Piolet d'Or vergeben |
| 16  | 2007 | Marko Prezelj (2)                                                                        | Chomolhari                                                                               | 7.314                                                                                    | Himalaya                                                                                 | Erstbegehung des Nordwestgrats (M6, 5c) |
| 16  | 2007 | Boris Lorencic                                                                           | Chomolhari                                                                               | 7.314                                                                                    | Himalaya                                                                                 | Erstbegehung des Nordwestgrats (M6, 5c) |
| 15  | 2006 | Steve House                                                                              | Nanga Parbat                                                                             | 8.125                                                                                    | Himalaya                                                                                 | Erste Durchsteigung der Rupalwand im Alpinstil auf einer neuen Route am Zentralpfeiler (WI4, M5, 5.9)                                                                                         |
| 15  | 2006 | Vince Anderson                                                                           | Nanga Parbat                                                                             | 8.125                                                                                    | Himalaya                                                                                 | Erste Durchsteigung der Rupalwand im Alpinstil auf einer neuen Route am Zentralpfeiler (WI4, M5, 5.9)                                                                                         |
| 14  | 2005 | Russische Expedition                                                                     | Jannu                                                                                    | 7.711                                                                                    | Himalaya                                                                                 | Erste Durchsteigung der Nordwand im Bigwall-Stil (WI4, 6b/A3) Stellvertretend für die elf Bergsteiger wird Expeditionsleiter Alexander Odintsow in der Ehrung aufgeführt.                     |
| 13  | 2004 | Waleri Babanow (2)                                                                       | Nuptse Shar I                                                                            | 7.804                                                                                    | Himalaya                                                                                 | Erstbesteigung über den Südostpfeiler (M5, 5b) |
| 13  | 2004 | Juri Koschelenko                                                                         | Nuptse Shar I                                                                            | 7.804                                                                                    | Himalaya                                                                                 | Erstbesteigung über den Südostpfeiler (M5, 5b) |
| 12  | 2003 | Mick Fowler                                                                              | Siguniang Shan                                                                           | 6.650                                                                                    | Qionglai Shan                                                                            | Erstbegehung einer Route über das zentrale Couloir der Nordwand (ED+, AI6, M6, 6b) |
| 12  | 2003 | Paul Ramsden                                                                             | Siguniang Shan                                                                           | 6.650                                                                                    | Qionglai Shan                                                                            | Erstbegehung einer Route über das zentrale Couloir der Nordwand (ED+, AI6, M6, 6b) |
| 11  | 2002 | Waleri Babanow                                                                           | Meru (Mittelgipfel)                                                                      | 6.310                                                                                    | Himalaya                                                                                 | Erstbegehung im Alleingang in der Nordwand (M5, 6a/A1/2) |
| 10  | 2001 | Thomas Huber                                                                             | Shivling                                                                                 | 6.543                                                                                    | Himalaya                                                                                 | Erstbegehung einer Route über den direkten Nordpfeiler (Shiva´s Line: 6b/A4) |
| 10  | 2001 | Iwan Wolf                                                                                | Shivling                                                                                 | 6.543                                                                                    | Himalaya                                                                                 | Erstbegehung einer Route über den direkten Nordpfeiler (Shiva´s Line: 6b/A4) |
| 9   | 2000 | Lionel Daudet                                                                            | Burkett Needle                                                                           | 2.590                                                                                    | Boundary Ranges                                                                          | Erstbegehung einer Route in der Südostwand (Voyage des clochards célestes: 7a+/A3) |
| 9   | 2000 | Sébastien Foissac                                                                        | Burkett Needle                                                                           | 2.590                                                                                    | Boundary Ranges                                                                          | Erstbegehung einer Route in der Südostwand (Voyage des clochards célestes: 7a+/A3) |
| 8   | 1999 | Andrew Lindblade                                                                         | Thalay Sagar                                                                             | 6.904                                                                                    | Himalaya                                                                                 | Erstbegehung der Nordwand (WI5, 5.9) |
| 8   | 1999 | Athol Whimp                                                                              | Thalay Sagar                                                                             | 6.904                                                                                    | Himalaya                                                                                 | Erstbegehung der Nordwand (WI5, 5.9) |
| 7   | 1998 | Russische Expedition                                                                     | Makalu                                                                                   | 8.485                                                                                    | Himalaya                                                                                 | Erstbegehung der Westflanke Stellvertretend für die neun Bergsteiger wird Expeditionsleiter Sergey Efimow in der Ehrung aufgeführt.                                                           |
| 6   | 1997 | Tomaž Humar                                                                              | Ama Dablam                                                                               | 6.856                                                                                    | Himalaya                                                                                 | Erstbegehung der Nordwand (Stane Belak Strauf Memorial Route: AI5, 5c/A2+) |
| 6   | 1997 | Vanja Furlan                                                                             | Ama Dablam                                                                               | 6.856                                                                                    | Himalaya                                                                                 | Erstbegehung der Nordwand (Stane Belak Strauf Memorial Route: AI5, 5c/A2+) |
| 5   | 1996 | Andreas Orgler                                                                           | Mount Bradley                                                                            |                                                                                          | Alaskakette                                                                              | Erstbegehung einer Route in der Südwand (Pearl: 6c(VIII-)/A3) und weitere extreme Routen in der Umgebung des Ruth-Gletschers.                                                                 |
| 5   | 1996 | Heli Neswadba                                                                            | Mount Bradley                                                                            |                                                                                          | Alaskakette                                                                              | Erstbegehung einer Route in der Südwand (Pearl: 6c(VIII-)/A3) und weitere extreme Routen in der Umgebung des Ruth-Gletschers.                                                                 |
| 5   | 1996 | Arthur Wutscher                                                                          | Mount Bradley                                                                            |                                                                                          | Alaskakette                                                                              | Erstbegehung einer Route in der Südwand (Pearl: 6c(VIII-)/A3) und weitere extreme Routen in der Umgebung des Ruth-Gletschers.                                                                 |
| 4   | 1995 | François Marsigny                                                                        | Col d’Esperanza                                                                          |                                                                                          | Anden                                                                                    | Neue Route zum Sattel zwischen Cerro Torre und Cerro Adela hinauf (Col of Hope oder Pass der Hoffnung, Marsigny-Parkin: ED+) und eine dramatische Rückkehr während einer Schlechtwetterphase. |
| 4   | 1995 | Andy Parkin                                                                              | Col d’Esperanza                                                                          |                                                                                          | Anden                                                                                    | Neue Route zum Sattel zwischen Cerro Torre und Cerro Adela hinauf (Col of Hope oder Pass der Hoffnung, Marsigny-Parkin: ED+) und eine dramatische Rückkehr während einer Schlechtwetterphase. |
| 3   | 1994 | Französische Expedition                                                                  |                                                                                          |                                                                                          | Pamir                                                                                    | Einige Erstbegehungen im Pamir durch eine Nachwuchs-Expedition des Club Alpin Français, deren Mitglieder im Durchschnitt 20 Jahre alt waren.                                                  |
| 2   | 1993 | Michel Piola                                                                             | Torres del Paine (Südlicher Turm)                                                        | 2.500                                                                                    | Anden                                                                                    | Erstbegehung einer Route in der Ostwand (Dans l'œil du cyclone: ED+, 6b/A4) |
| 2   | 1993 | Vincent Sprungli                                                                         | Torres del Paine (Südlicher Turm)                                                        | 2.500                                                                                    | Anden                                                                                    | Erstbegehung einer Route in der Ostwand (Dans l'œil du cyclone: ED+, 6b/A4) |
| 1   | 1992 | Marko Prezelj                                                                            | Kangchendzönga (Südgipfel)                                                               | 8.476                                                                                    | Himalaya                                                                                 | Erstbegehung einer Route im Alpinstil am Südpfeiler und 2. Besteigung des Berges |
| 1   | 1992 | Andrej Štremfelj                                                                         | Kangchendzönga (Südgipfel)                                                               | 8.476                                                                                    | Himalaya                                                                                 | Erstbegehung einer Route im Alpinstil am Südpfeiler und 2. Besteigung des Berges |

### Ehrenpreis für das Lebenswerk
| Nr. | Jahr | Preisträger          | Ausgewählte Leistungen des Lebenswerks |
| --- | ---- | -------------------- | --- |
| 16  | 2024 | Jordi Corominas      | |
| 15  | 2023 | George Lowe          | |
| 14  | 2022 | Silvo Karo           | |
| 13  | 2021 | Yasushi Yamanoi      | |
| 12  | 2020 | Catherine Destivelle | |
| 11  | 2019 | Krzysztof Wielicki   | |
| 10  | 2018 | Andrej Štremfelj     | |
| 09  | 2017 | Jeff Lowe            | [ 40 ] |
| 08  | 2016 | Wojciech Kurtyka     | „Zu Kurtykas größten Erfolgen zählen die Wintererstbesteigung der Trollwand in Norwegen (1974), die Begehung des Changabang über eine neue Route (1978), die Erstdurchsteigung der Ostwand des Dhaulagiri im Alpinstil (1980), Erstbegehungen am Gasherbrum II und Hidden Peak (1983), die Überschreitung von Nord-, Mittel- und Hauptgipfel des Broad Peak mit Jerzy Kukuczka (1984) sowie die Durchsteigung der Westwand des Gasherbrum IV mit Robert Schauer (1985).“ |
| 07  | 2015 | Chris Bonington      | Schwierigste Unternehmungen in den Alpen, dem Himalaya und in Patagonien. Viele Erstbegehungen. |
| 06  | 2014 | John Roskelley       | Unternahm schwierigste Touren im Himalaya und Karakorum, darunter Dhaulagiri-NO-Grat und Nanda-Devi-NW-Wand. Erstbesteiger von Gauri Sankar, Great Trango und Uli Biaho Tower. |
| 05  | 2013 | Kurt Diemberger      | Stand auf sechs Achttausendern, darunter auf Broad Peak (1957) und Dhaulagiri (1960) als Erstbesteiger. Tirich Mir West IV im Alpinstil. Durchstieg die drei großen Nordwände der Alpen: Eiger-Nordwand, Matterhorn-Nordwand und den Walkerpfeiler an den Grandes Jorasses. |
| 04  | 2012 | Robert Paragot       | 3. Begehung Grand-Capucin-Ostwand (3838 m) 1953, Erstbegehung Aconcagua-Südwand (6961 m) 1953, Erstbegehung Grand Capucin-Nordwand 1955, 2. Besteigung Muztagh Tower (7273 m) wenige Tage nach den Erstbesteigern 1956, Erstbesteigung Jannu (7711 m) 1962, Erstbegehung Nevado Huascarán-Nordwand (6768 m) 1966, Erstbegehung Makalu-Westpfeiler (8485 m) 1971 |
| 03  | 2011 | Doug Scott           | Erstbesteigung Changabang (6864 m) 1974, Erstbegehung der Mount-Everest-Südwestwand (8848 m) mit Biwak auf dem Südgipfel (ca. 8700 m) 1975, Erstbesteigung Ogre (7285 m) und Abstieg mit beidseits gebrochenen Knöcheln 1977, Erstbegehung Kangchendzönga-Nordgrat (8586 m) 1979, Erstdurchsteigung Shishapangma-Südwand (8027 m) 1982 |
| 02  | 2010 | Reinhold Messner     | Eröffnung des alpinen VIII.-Schwierigkeitsgrads am Heiligkreuzkofel (2907 m, Mittelpfeiler) 1968, 1. Alleinbegehung der Route Philipp-Flamm (VI) an der Civetta (3220 m) 1969, 1. Alleinbegehung Les-Droites-Nordwand (4000 m) 1969, Erster Mensch auf allen 14 Achttausendern 1970–1986, darunter sieben Neurouten |
| 01  | 2009 | Walter Bonatti       | Erstbegehung Grand-Capucin-Ostwand (3838 m) 1951, Erstbegehung Südwestpfeiler „Bonattipfeiler“ (VI/A2) Petit Dru (3733 m) im Alleingang 1955, Erstbesteigung Gasherbrum IV (7932 m) 1958, Erster Winter-Alleingang in der Matterhorn-Nordwand (4478 m) auf einer neuen Route 1965 |